# Rilski samostan
Samostan svetega Janeza Rilskega, bolj znan kot Rilski samostan (bolgarsko Рилски манастир, Rilski manastir) je največji in najslavnejši samostan pravoslavne cerkve v Bolgariji. Stoji v gorskem masivu Rila globoko v dolini Rilske reke v naravnem parku Rilskega samostana, 117 km južno od bolgarske prestolnice Sofije na nadmorski višini 1147 m. Ime je dobil po njegovem ustanovitelju, puščavniku Janezu Rilskem (876-946). V njem je trenutno (2016) približno 60 menihov.
Samostan je bil ustanovljen v 10. stoletju na kraju, kjer je živel puščavnik sveti Janez Rilski. Skozi stoletja je imel vlogo slovanskega in bolgarskega kulturnega ter književnega središča. V času Osmanskega cesarstva je bil večkrat opustošen in obnovljen.
Rilski samostan je eden od najpomembnejših kulturnih, zgodovinskih in arhitekturnih spomenikov in turističnih zanimivosti ne samo v Bolgariji, ampak celi Južni Evropi. Samostan je upodobljen na reverzu bolgarskega bankovca za en lev, izdan leta 1999.
V samostanskem muzeju hranijo veliko zgodovinskih in umetniških predmetov. V njem so tudi grobnice bolgarskih kraljev. Celoten samostanski kompleks je bil vpisan na seznam Unescove svetovne kulturne dediščine.

## Zgodovina
Izročilo pravi, da je samostan ustanovil puščavnik sveti Janez Rilski med vladavino cesarja Petra I. Bolgarskega (vladal 927–969). Puščavnik je v resnici živel v jami nedaleč od samostana in ni imel nobenega premoženja. Ustanovili so ga njegovi učenci, ki so prišli na goro, da bi jih poučeval.
Samostan so od ustanovitve spoštovali in podpirali bolgarski vladarji. Skoraj vsi cesarji Drugega bolgarskega cesarstva so vse do osmanske zasedbe Bolgarije samostanu poklanjali bogata darila in iz njega naredili kulturno in duhovno središče bolgarske narodne zavesti. Svoj višek je doživljal od 12. do 14. stoletja.   
Rilski samostan je na sedanji lokaciji ponovno zgradil lokalni fevdalni gospod Hrelja Ohmućević v prvi polovici 14. stoletja. Najstarejši zgradbi iz tega obdobja sta Hreljev stolp (1334–1335) in cerkev ob njem (1343). Iz tega obdobja sta tudi škofovski prestol in bogato okrašena vhodna vrata. Prihodu Turkov konec 14. stoletja so sredi 15. stoletja sledili številni roparski pohodi in opustošenja samostana.
Z donacijami sultanke Mare Branković, hčerke srbskega monarha Đurađa (Jurija) Brankovića in Irene Kantakuzene in žene sultana Murata II., Ruske pravoslavne Cerkve in samostana svetega Pantelejmona na Atosu so konec 15. stoletja trije bratje iz okrožja Dubnica samostan temeljito obnovili. Po zaslugi Mare Branković so leta 1469 iz Velikega Tărnovega v obnovljeni samostanski kompleks prenesli relikvije svetega Janeza Rilskega.
Samostan je imel v obdobju turške okupacije vlogo ohranjevalca bolgarskega jezika in kulture. V času prebujanja bolgarske narodne zavesti (18. in 19. stoletje) je leta 1833 pogorel in bil v letih 1834 do 1862 s pomočjo premožnih Bolgarov iz cele Bolgarije obnovljen. Obnovitvena dela je vodil arhitekt Aleksi Rilec. Gradnja bivalnih zgradb se je začela leta 1816, medtem ko se je zvonik k Hreljevemu stolpu dozidal leta 1844. V tem času je Neofit Rilski ustanovil samostansko šolo. Znano je, da je bil tudi skrivališče revolucionarjev, med njimi Vasilija Levskega, Goce Delčeva, Peja Javorova in drugih. Samostanski kompleks je bil kot ena od največjih arhitekturnih mojstrovin iz obdobja prebujanja bolgarske nacionalne zavesti leta 1976 razglašen za nacionalni zgodovinski spomenik, leta 1983 pa je bil uvrščen na seznam Unescove svetovne kulturne dediščine. Od leta 1991 je v celoti v pristojnosti Svete sinode Bolgarske pravoslavne Cerkve.
25. maja 2002 je Rilski samostan med romanjem v Bolgarijo obiskal papež Janez Pavel II.. Sprejel ga je samostanski iguman škof Jovan, ki se je kot opazovalec udeležil Drugega vatikanskega koncila.

## Arhitektura
Samostanski kompleks je nepravilne štirikotne oblike in meri 8800 m2. Notranje dvorišče z glavno cerkvijo in zvonikom meri 3200 m2.

### Glavna cerkev
Samostanska cerkev je bila zgrajena sredi 19. stoletja po načrtih arhitekta Pavla Joanova. Ima pet kupol, tri oltarje in dve stransko kapeli. Največja dragocenost v cerkvi  je umetniško izrezljan in pozlačen ikonostas, ki so ga štirje rezbarski mojstri izdelovali pet let. Freske, dokončane leta 1846, so delo več mojstrov iz Banskega, Samokova in Razloga, med katerimi sta bila tudi slavna brata Zahari in Dimitar Zograf. V cerkvi je tudi veliko dragocenih ikon iz 14. do 19. stoletja. Portiki in dvorišča s progastimi vzorci in kupole kažejo na vpliv mamelukov, saj so v Osmanskem cesarstvu postale kupole priljubljene šele po zasedbi Egipta.

### Bivalni del
Bivalni del samostana ima pritličje in štiri nadstropja s 300 celicami,  štiri kapele, opatovo sobo, kuhinjo z neobičajno velikimi posodami, knjižnico z 250 rokopisi in 9000 starimi tiski ter donatorjevo sobo. Zunanjost kompleksa z visokim obzidjem in majhnimi okni je bolj podobna trdnjavi kot samostanu.

### Samostanski muzej
Samostanski muzej je slaven predvsem zaradi Rafailovega križa velikosti 81x43 cm, izdelanega iz enega samega kosa lesa. Menih Rafail je na križu z drobnimi rezbarskimi dleti izrezljal 104 verske prizore s 650 miniaturnimi podobami. Izdeloval ga je nič manj kot dvanajst let in ga končal leta 1802, ko je izgubil vid.

## Galerija
- Rilski samostan
- Jama svetega Janeza Rilskega
- Hreljev stolp
- Freska svetega Janeza Rilskega na vhodu v samostan
- Dupniška vrata
- Notranjost cerkve
- Bogato okrašen cerkven strop
- Glavna cerkev
- Freska svetega Janeza Rilskega v glavni cerkvi
- Zunanjost samostana
- Notranje dvorišče
- Nadangel Mihael
- Stenopis
- Grob Neofita Rilskega na samostanskem dvorišču
- Frov svetega Janeza Rilskega ob Rilskem samostanu

## Grobovi
V samostanu so pokopani
- Boris III. Bolgarski
- James David Bourchier
- Neofit Rilski
- Hrelja Ohmućević

## Sklica
1. ↑  Bulgaria's Rila Monastery Builds Hydro Power Plant with EU Money, Novinite, 10. december  2011.
2. ↑  Bulgarian National Bank. Notes and Coins in Circulation: 1 lev. Pridobljeno 26. marca 2009.
3. ↑  Unesco